# Kizlar (Osetia Północna)
Kizlar (ros. Кизляр) – wieś w Rosji, w Osetii Północnej, w rejonie mozdockim. W 2010 liczyła 10 813 mieszkańców, głównie Kumyków.